# Tapmukjaure (Gällivare socken, Lappland, 748373-168976)
Tapmukjaure är en sjö i Gällivare kommun i Lappland och ingår i Kalixälvens huvudavrinningsområde. Sjön har en area på 1,45 kvadratkilometer och ligger 552 meter över havet. Tapmukjaure ligger i Lina fjällurskog Natura 2000-område. Sjön avvattnas av vattendraget Tapmujåkka.

## Delavrinningsområde
Tapmukjaure ingår i det delavrinningsområde (748487-168902) som SMHI kallar för Utloppet av Tapmukjaure. Medelhöjden är 587 meter över havet och ytan är 11,93 kvadratkilometer. Det finns inga avrinningsområden uppströms utan avrinningsområdet är högsta punkten. Tapmujåkka som avvattnar avrinningsområdet har biflödesordning 4, vilket innebär att vattnet flödar genom totalt 4 vattendrag innan det når havet efter 267 kilometer. Avrinningsområdet består mestadels av skog (66 procent) och kalfjäll (13 procent). Avrinningsområdet har 1,45 kvadratkilometer vattenytor vilket ger det en sjöprocent på 12,2 procent.